# Hällsjön (Borgsjö socken, Medelpad, 691842-149278)
Hällsjön är en sjö i Ånge kommun i Medelpad och ingår i Ljungans huvudavrinningsområde. Sjön har en area på 0,319 kvadratkilometer och ligger 344 meter över havet. Sjön avvattnas av vattendraget Råsjöån.

## Delavrinningsområde
Hällsjön ingår i det delavrinningsområde (691870-149134) som SMHI kallar för Ovan 691857-149381. Medelhöjden är 383 meter över havet och ytan är 11,48 kvadratkilometer. Det finns inga avrinningsområden uppströms utan avrinningsområdet är högsta punkten. Råsjöån som avvattnar avrinningsområdet har biflödesordning 2, vilket innebär att vattnet flödar genom totalt 2 vattendrag innan det når havet efter 135 kilometer. Avrinningsområdet består mestadels av skog (73 procent) och sankmarker (15 procent). Avrinningsområdet har 0,26 kvadratkilometer vattenytor vilket ger det en sjöprocent på 2,3 procent.